# Lukács Péter (brácsaművész, 1946)
Lukács Péter (Budapest, 1946. május 24. – ) magyar brácsaművész, egyetemi tanár. A Budapesti Filharmóniai Társaság szólóbrácsása, a Budapesti Kamaraegyüttes tagja, játszik az Osztrák–Magyar Haydn Zenekarban, a Budapesti Baryton-Trió tagja. A Zeneművészeti Főiskola mélyhegedű módszertan tanára. Fia, Lukács Péter (1984) is brácsaművész lett.

## Életpályája
Szülei: Lukács Pál (1919–1981) és Beck Éva voltak. 1965–1970 között a Liszt Ferenc Zeneművészeti Főiskola hallgatója volt, ahol Lukács Pál oktatta. 1969–1972 között az Operaházban zenekari tag, 1972–1976 között szólamvezető volt, 1976-tól szólóbrácsás. 1989-től a Budapesti Fesztiválzenekar brácsás szólamvezetője.

## Munkái
- Vidovszky László: Lear – Hegedűszóló

## Díjai
- Komor Vilmos-emlékplakett (1979)
- Ferencsik János-emlékplakett (2006)